# Antoine Florent Albert Desprez
Antoine Florent Albert Desprez d'Aye (Namen, 20 april 1759 - Aye, 28 augustus 1841) was een Luxemburgs grootgrondbezitter, militair, rechter en lid namens het groothertogdom van de Tweede Kamer der Staten-Generaal van het Koninkrijk der Nederlanden.
Antoine Florent Albert Desprez was de zoon van Albert Desprez en Marie Jérômette d'Ochain. Hij volgde een militaire opleiding vanaf jonge leeftijd (1769) bij het Waalse regiment infanterie van de Republiek der Verenigde Nederlanden. In 1775 werd hij vaandrig bij het Regiment Mariniers van Douglas, en van 1781 tot 1790 was hij luitenant bij de infanterie. In 1790 werd hij bevorderd tot kapitein, en van 1793 tot 1795 was hij officier bij de grenadiers. Vanaf 1795 legde hij zich toe op zijn taken als landeigenaar in Aye, en vanaf 1808 was hij daarnaast vrederechter te Marche-en-Famenne en vanaf 1812 rechter-plaatsvervanger. Van 1813 tot 1815 was hij tevens voorlopig administrateur aldaar.
Van 1820 tot 1829 was Desprez voor het groothertogdom Luxemburg lid van de Tweede Kamer der Staten-Generaal, waar hij zich regeringsgezind opstelde. In 1828 behoorde hij tot de acht zuidelijke Kamerleden die tegen het initiatiefvoorstel-De Brouckère stemden over de intrekking van de wet tot beteugeling van onrust en kwaadwilligheid, in het kader van de onrusten in de Zuidelijke Nederlanden. In 1829 antwoordde hij ontkennend op de vraag of er een jury moest worden ingevoerd bij de provinciale hoven en criminele rechtbanken, en in 1829 stemde hij samen met Antoon Philips Joseph de Moor als enigen van de Zuidelijke Kamerleden tegen het initiatiefwetsvoorstel van Antoine Joseph Barthélemy over de herziening van de Wet op de rechtelijke organisatie. In 1829 werd hij verslagen door Pierre Felix Joseph d'Anethan, en eindigde zijn Kamerlidmaatschap.
Desprez d'Aye was vanaf 26 april 1816 lid van de adel (jonkheer), en was getrouwd met Justine Eléonore de Belhostade Hassonville.